# 史蒂文·赫尼科夫
史蒂文·赫尼科夫是一位美国生物化学家，任职于福瑞德哈金森肿瘤研究中心和霍华德·休斯医学研究所，专攻染色质相关转录调控，知名于在1992年与妻子共同开发了BLOSUM打分矩阵，2005年当选美国文理科学院院士，2015年获美国遗传学学会奖章。